# Olé Coltrane
| Recensione                          | Giudizio |
| ----------------------------------- | -------- |
| AllMusic                            | [ 2 ]    |
| Down Beat                           | [ 3 ]    |
| The Penguin Guide to Jazz           | [ 4 ]    |
| The Rolling Stone Jazz Record Guide | [ 5 ]    |

Olé Coltrane è l'ottavo album del sassofonista jazz John Coltrane pubblicato nel 1961.

## Descrizione

### Antefatto
Abbandonata la formazione di Miles Davis al termine di una tournée europea agli inizi del 1960, Coltrane si era affermato come solista e come leader con alcuni dischi di grande impatto. Con il successo di My Favorite Things e di Giant Steps, incisi per la Atlantic Records, aveva sostituito di punto in bianco Charlie Parker come riferimento principale per i sassofonisti ed era diventato uno dei più importanti esponenti del nuovo jazz.
La neonata Impulse! Records lo mise quindi sotto contratto garantendogli, oltre a un sostanzioso aumento, la possibilità di esprimersi liberamente da un punto di vista artistico e creativo.
Coltrane approfittò subito dell'occasione che gli veniva offerta e iniziò ad esplorare i temi mistici e spirituali e le sonorità orientaleggianti che lo contraddistinsero anche in seguito. Alla fine di maggio del 1961 era impegnato nelle registrazioni di Africa/Brass, suo primo disco con la nuova etichetta, un ambizioso progetto orchestrale nel quale intendeva esplorare l'Africa e i suoi suoni.

### Registrazione
Si scoprì che un cavillo lo legava per un disco ancora alla vecchia label, la Atlantic Records. Era necessario realizzarlo al più presto. In due giorni raccolse alcuni musicisti nel folto gruppo con cui stava lavorando al disco "africano" e li portò a New York per incidere una veloce session.
Il sassofonista trasformò questa apparente seccatura nell'occasione di esplorare ancora la Spagna e l'Africa e l'improvvisazione modale di cui era maestro.
In compagnia di Eric Dolphy, Freddie Hubbard, di due contrabbassisti, Art Davis e Reggie Workman, dei fidi McCoy Tyner e Elvin Jones (con i quali, di lì a poco, darà vita al suo quartetto),  incise in poche ore una manciata di tracce, delle quali non fu mai del tutto soddisfatto, ma che sono considerate da molti tra i suoi capolavori.
Il 25 maggio furono incise quattro tracce sotto la direzione di Phil Ramone allora tecnico del suono presso gli A&R Studios di New York. La lunghissima Olé, che occupava tutto il primo lato del disco, colpì molto la critica dell'epoca ed è uno degli esempi più chiari del genio di Coltrane, mentre l'ultima traccia incisa fu scartata e dimenticata a lungo; fu recuperata solo in seguito, in una antologia, con il titolo sbagliato, e poi nella versione "deluxe" dell'album.
Dopo la sessione Coltrane tornò ad occuparsi dell'ambizioso progetto di Africa/Brass.
L'album, come tutti quelli realizzati per la Atlantic Records, rimase per molti anni scarsamente disponibile. Fu pubblicato su CD negli anni novanta (in una edizione "original sound'", nelle intenzioni fedele al suono delle edizioni in vinile) e poi rimasterizzato dalla Rhino Records nel 2000 per una edizione "deluxe" che contiene anche la quarta traccia "dimenticata" e, di fatto, precedentemente inedita.
Eric Dolphy, che per un breve, ma intensissimo periodo affiancò Coltrane nelle sue invenzioni musicali, fu presentato, per motivi contrattuali, con lo pseudonimo di George Lane sulle note di copertina.

### Brani
La title track è un brano di sapore e ritmo flamenco ispirato a una canzone folkloristica spagnola, Venga Jaleo (erroneamente indicata come Venga Vallejo da molte fonti) originariamente nota come El Vito. Coltrane si trovava a suo agio con le atmosfere spagnole, come aveva già dimostrato con il suo assolo in Flamenco Sketches (in Kind of Blue di Miles Davis).
In Olé viene ripetuto quanto già sperimentato in My Favorite Things: un semplice tema in tempo dispari che viene stravolto in innumerevoli ripetizioni alternate a lunghe fughe modali. Coltrane torna al sax soprano e, con il flauto di Dolphy, evoca atmosfere orientali e africanneggianti, mentre la tromba di Freddie Hubbard riecheggia atmosfere andaluse e arabe. Il punto forte del pezzo è l'incedere dei due contrabbassi, impegnati sin dall'inizio nell'esposizione del riff e poi in un duetto nel quale si alternano, anche con l'uso dell'archetto, nella esposizione quasi ipnotica del tema.
Il finale è potente delirio di suoni prodotti dal sax soprano fino alla calma quasi surreale dell'ultima ipnotica esposizione del tema.
Dahomey Dance è un pezzo più canonico, un blues molto "swingato", in tempo medio, sul modello dell'All Blues di Davis (anche questo tratto da Kind of Blue). Già dopo poche battute però il gruppo si distacca dal modello più celebre. La batteria nervosa di Elvin Jones e il contrabbasso rendono meno lineare e più drammatico l'incedere del ritmo sul quale i tre solisti (Coltrane al sax tenore e Dolphy al sax contralto oltre a Hubbard alla tromba) improvvisano con grande carica emotiva un pezzo apparentemente "leggero", ma reso drammatico dal suono potente e vorticoso dei fiati.
Il lento Aisha è una delle poche composizioni di McCoy Tyner registrate dalle formazioni di John Coltrane.
To Her Ladyship, il brano scartato per il LP originale, è una divertente e un po' surreale sfida tra il sax soprano di John Coltrane e il flauto di Dolphy.

## Tracce

### Edizione 1961
1. Olé – 18:17 (musica: John Coltrane)
2. Dahomey Dance – 10:53 (musica: John Coltrane)
3. Aisha – 7:40 (musica: McCoy Tyner)

Durata totale: 36:50

### Edizione del 2000
1. Olé – 18:17 (musica: John Coltrane)
2. Dahomey Dance – 10:53 (musica: John Coltrane)
3. Aisha – 7:40 (musica: McCoy Tyner)
4. To Her Ladyship (Original Untitled Ballad) (Presente solo nella riedizione Rhino Deluxe Edition del 2000 e non nel LP originale (Atlantic 1373) e nelle prime riedizioni su CD. To Her Ladyship, registrata durante la stessa seduta, era già stata pubblicata con il titolo Original Untitled Ballad in The Coltrane Legacy.) – 9:00 (musica: Bill Frazier)

Durata totale: 45:50

## Formazione
- John Coltrane - sax soprano (numero 1, numero 4), sax tenore
- George Lane (pseudonimo di Eric Dolphy) - flauto (numero 1, numero 4), sax contralto
- Freddie Hubbard - tromba
- McCoy Tyner - pianoforte
- Reggie Workman - contrabbasso (numero 1, numero 2, numero 3)
- Art Davis - contrabbasso (numero 1, numero 2, numero 4)
- Elvin Jones - batteria